# The Matjulskis
|  | Denne artikel er oprettet af botten Steenthbot ud fra en ekstern database. Den kan derfor have sproglige fejl eller mangler. Denne skabelon kan fjernes efter kontrol af indholdet. |

The Matjulskis er en dansk kortfilm fra 2008 instrueret af Mikkel Blaabjerg Poulsen og efter manuskript af Maren Louise Kähne og Mikkel Blaabjerg Poulsen.

## Handling
En åbning viser sig i den finurlige og tavse 17-årige Januz Matjulskis verden, da hans tvillingebror falder ned fra linen i det familiedrevede cirkus ¿The Matjulskis¿. Er der nu endelig muligt for Januz at overtage broderens plads?

## Medvirkende
- Claus Flygare, Oleg Matjulski
- Jacque Lauritsen, Marco Matjulski
- Aske Bang, Januz/Davor Matjulski
- Benjamin Schoub-Gunsted, Davor Matjulski
- Oliver Schoub-Gundsted, Januz Matjulski 9 år
- Signe Kærup Hjort, Irene Matjulski
- Martin Pieter Zandvliet
- Sam Rostum